# Молебень
Молебень — це коротка служба, в якій віряни, за своїми особистими потребами чи обставинами, звертаються з молитвою до Господа Бога, Божої Матері та святих.
Звичайні молебні складаються:
1. з початкових молитов;
2. співання тропаря і приспівів (Слава Тобі, Боже наш, слава Тобі… Пресвята Богородице, спаси нас… та ін.);
3. читання Євангелія;
4. посиленої та малої єктеній;
5. заключної, зважаючи на предмет моління, молитви до Господа Бога, чи Божої Матері, чи святому, якому здійснюється молебний спів.

Інколи такі молебні з'єднуються з акафістом або малим освяченням води. Акафіст читається після малої єктенії перед Євангелієм, а освячення води звершується після читання Євангелія.
Крім загального благального молебню, бувають особливі молебні, приурочені до якоїсь події, наприклад: подячний молебень за одержані від Бога милості, молебень за зцілення хворого, молебні з приводу посухи, повені, війни. Особливий молебень слід чинити в день Нового року, перед навчанням, у неділю Православ'я.
Молебень замовляється поданням оформленої відповідним чином записки. Правила її оформлення вивішуються зазвичай біля прилавка, де продаються свічки. У різних церквах існують певні дні, коли здійснюються молебні, у тому числі водосвятні.